# تل شعير (أعزاز)
تل شعير  قرية سوريّة تتبع إداريّاً لمحافظة حلب منطقة أعزاز ناحية أخترين، بلغ تعداد سكانها 285 نسمة حسب التعداد السكاني لعام 2004.